# Il giardino di cemento (film)
Il giardino di cemento (The Cement Garden) è un film del 1993 diretto da Andrew Birkin.
Il soggetto è tratto dall'omonimo romanzo di Ian McEwan mentre Birkin, autore anche della sceneggiatura, ha vinto l'Orso d'argento per il miglior regista al Festival di Berlino.

## Trama
Jack, un ragazzo quindicenne e narcisista, aiuta il proprio padre, un fumatore con una tosse persistente, a scaricare pesanti sacchi di cemento per restaurare il viottolo del giardino della loro casa, un prefabbricato del dopoguerra. Nonostante il giorno dopo gli venga chiesto di tornare direttamente a casa dopo la scuola, per aiutare con il lavoro, Jack si ferma presso le rovine di un prefabbricato fatiscente, per fumare una sigaretta e sfogliare una rivista pornografica che aveva nascosto. Tornato a casa, si chiude nella toilette, e mentre è impegnato a masturbarsi, suo padre viene colpito da un attacco di cuore, e muore.
Qualche mese dopo la tragedia, la madre di Jack ed i suoi fratelli, la diciassettenne Julie, la tredicenne Sue e Tom, che ha sei anni, sono ancora in lutto, mentre Jack è diventato indifferente ai sentimenti della propria famiglia e ha anche smesso di lavarsi. A seguito della morte del padre, la madre dei ragazzi si ammala, ed essendo lei costretta a letto e debole tocca a Jack ed a Julie occuparsi della casa e dei fratelli. L'egoismo di Jack diviene ben presto motivo di conflitto tra lui e la sorella più grande. Stuzzicando Julie con dei guanti da apicoltore facendole il solletico, per alleggerire la tensione, il ragazzo le causa una perdita di orina, cosa che tenta di tenere nascosta ai fratelli.
Poco dopo questo episodio, la famiglia festeggia il sedicesimo compleanno di Jack nella camera della madre. Di malavoglia, egli contribuisce alla festicciola cantando, ma quando Julie si esibisce in una verticale, Jack vede la biancheria intima della sorella e subito dopo interpreta con lei una scena amorosa, cantando Greensleeves. Sebbene il resto della famiglia sia convinta che i due stiano scherzando, Julie capisce le intenzioni del fratello, e non vi si oppone. Questa situazione, assieme ad un'altra nella quale Julie, che sta prendendo il sole in giardino, chiede a Jack di spalmarle la crema sulla schiena, contribuisce ad intensificare un'affezione che, inizialmente avvertita come affetto fraterno, si trasforma in una relazione amorosa.
Ciò non facilita, per loro, il ruolo genitoriale che sono chiamati a ricoprire a causa della malattia della madre: presto, vedremo Jack accompagnare Sue e Tom a scuola, e difendere il fratellino da un bullo, mentre Julie si occupa di cucinare e pulire la casa. Un giorno, mentre sta pulendo la camera della madre, ella gli comunica che la malattia sta peggiorando, e che dovrà andare a stare in ospedale per un paio di mesi. La donna raccomanda ai ragazzi di non parlare a nessuno della situazione. In caso contrario, i ragazzi sarebbero stati affidati alle cure di qualche estraneo, e la casa demolita. Li informa inoltre di aver aperto un conto con dei risparmi che avrebbe permesso loro di sostenersi per qualche tempo. Poco dopo, muore a causa della malattia.
Addolorati dalla perdita, e senza altro posto dove andare, i fratelli passano una triste notte assieme nel soggiorno, consolandosi a vicenda. Ricordandosi dell'ultima promessa fatta alla madre, Jack e Julie decidono di darle degna sepoltura seguendo i consigli della madre. Quella notte, essi raccolgono le ultime buste di cemento che il padre aveva comprato il giorno prima di morire, le impastano e seppelliscono il corpo della madre in un sarcofago di cemento.
Lentamente, con il passare del tempo dopo la morte della madre, Jack matura, sebbene smetta del tutto di lavarsi. Sue diventa sempre più introversa, estraneandosi dai fratelli e confidandosi solo su un diario, e Julie incomincia una relazione con un uomo molto più grande di lei, di nome Derek, al quale Jack prende a guardare con ostilità e gelosia. Tom, nel frattempo, comincia a travestirsi da ragazza, e ad assumere atteggiamenti femminili, cosa che irrita Jack, ma diverte le sorelle. Alla fine, Tom regredisce ad uno stato infantile, e arriva a dormire nella stanza di Julie e a bere da un biberon. Anche lo stato mentale degli altri fratelli, senza la supervisione di un adulto, peggiora col passare del tempo.
Derek diventa sempre più interessato a ciò che essi nascondono in cantina. Insospettito da uno sgradevole odore proveniente da laggiù egli scende a vedere, ma Jack si frappone e mente, dicendo che il sarcofago contiene i resti di un cane morto, alludendo sottilmente in questo modo al processo di decomposizione del cadavere. Alla fine, Jack si addormenta nudo sul letto della madre.
Viene svegliato dal pianto di Tom, e, entrato nella stanza della sorella, si sdraia assieme al fratellino (nudo anch'egli, a causa del caldo). Tom spiega a Jack che Derek gli ha detto che il sarcofago contiene in realtà loro madre. Jack capisce che Julie deve aver svelato il segreto e racconta favole a Tom per farlo tornare a dormire, e presto cade addormentato anch'egli.
Stavolta a svegliarlo è una Julie deliziata e raddolcita dalla scena che si trova davanti. La ragazza fa sedere Jack sul proprio letto e gli confida che lei e Derek non hanno rapporti fisici, e che lui è un adulto immaturo che vive con la propria madre. La conversazione si fa intima, mentre Julie si toglie i vestiti per restare nuda insieme a Jack, e i due finiscono abbracciati nel letto, meditando su che cosa il futuro abbia in serbo per loro, ora che troppe persone sono a conoscenza del loro segreto. Jack è convinto che verranno affidati ad estranei, e che la loro casa sarà demolita come gli altri prefabbricati della zona, e profetizza che un giorno qualcuno ne troverà soltanto qualche mattone nascosto tra l'erba alta.
Improvvisamente Derek entra nella camera, e rimane sbigottito nel vedere i fratelli, nudi nel letto, che si abbracciano. Egli esprime il suo disgusto ed il suo orrore per ciò che i due sono diventati dopo aver sepolto il corpo della madre nel cemento, e per il loro incesto. Nemmeno sfiorati da tutto ciò, Jack e Julie continuano la loro conversazione sdraiati nel letto.
Jack dichiara di ritenere naturale loro situazione, e, sorridendo, Julie conferma che anche per lei è così. Detto ciò, i fratelli cominciano a fare l'amore, mentre il rumore di Derek che demolisce il sarcofago in cui è sepolta la loro madre invade la casa.
Jack e Julie, dopo essersi amati, stanno dormendo con le luci della polizia che filtrano nella stanza.

## Produzione

### Cast
- Andrew Robertson nel ruolo di Jack
- Charlotte Gainsbourg nel ruolo di Julie
- Alice Coulthard nel ruolo di Sue
- Ned Birkin nel ruolo di Tom
- Sinéad Cusack nel ruolo della Madre
- Hanns Zischler nel ruolo del Padre
- Jochen Horst nel ruolo di Derek,
- Gareth Brown nel ruolo di William, un amico di Tom
- William Hootkins nel ruolo di Hunt (voce)
- Dick Flockhart nel ruolo del Camionista
- Mike Clark nel ruolo del compagno del Camionista

## Critica
- Tutto funziona in questo film che turba, spiazza, inquieta: il discorso di fondo sulle trasgressioni adolescenziali della morale comune (...) l'equilibrio tra crudeltà e tenerezza (...) la fotografia di Stephen Blackman (...) Morando Morandini[2]

## Riconoscimenti
- 1993 - Festival di Berlino
  - Orso d'argento per il miglior regista

## Curiosità
Il regista è il padre di Ned Birkin (che nel film interpreta Tom) e lo zio materno di Charlotte Gainsbourg (che recita la parte di Julie).